# Academia Canaria de la Lengua

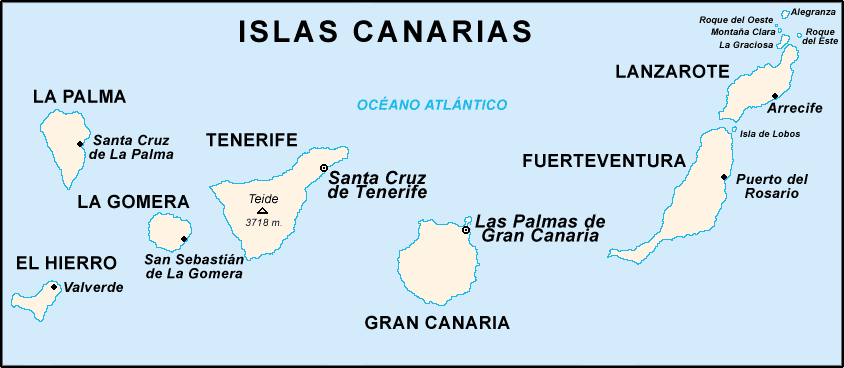
Islas Canarias.

La Academia Canaria de la Lengua (ACL) es una institución encargada del estudio de la literatura y de la lengua española en las Islas Canarias, España. Fue creada el 21 de diciembre de 1999. Se inscribió en el Registro de Fundaciones Canarias el 5 de abril de 2000.

## Historia
El español de Canarias tiene características propias que lo diferencian del que se habla en la península ibérica y en otros países de habla hispana. En algunos aspectos es similar al que se habla en las regiones del Caribe, en países como Cuba, República Dominicana, Puerto Rico, Venezuela o la región caribeña de Colombia. 
La creación de esta institución en las Islas surgió por iniciativa del Parlamento Canario. Se acordó por unanimidad su creación, teniendo en cuenta el mandato parlamentario, el Consejero de Educación, Cultura y Deportes, representante del Gobierno de Canarias, junto a un grupo de lingüistas y escritores, en la que acordaron constituir una corporación bajo el nombre de la Fundación Canaria de la Academia Canaria de la Lengua. La Academia Canaria de la Lengua 
Gracias a la legitimación por el Parlamento Canario, la Academia rige sus propios estatutos por medio de sus funcionarios. En la actualidad está integrada por unos cinco honorarios, treinta y dos miembros de número y unos doce colaboradores académicos especialistas en la lengua española.   
La sede de la ACL reside actualmente en Santa Cruz de Tenerife y en Las Palmas de Gran Canaria.
Tal como se indica en sus estatutos, el objetivo de la Academia es el estudio y la descripción de la variedad canaria del español, así como de la producción literaria realizada en el Archipiélago. Asimismo, se encarga de resolver dudas de los ciudadanos sobre la variedad lingüística canaria.
Entre otras obras, la Academia ha publicado el Dicionario básico de canarismos.